# 西充占山寺
西充占山寺位於四川省南充市西充縣，文物遺址年代判定為明。2012年7月16日公佈為第八批四川省文物保護單位。
西充占山寺位於四川省南充市西充縣占山鄉鄉場鎮上街占山中心小學校址內，始建於唐宋，明初期重建，原為一四合院建築，由前殿、正殿、觀音殿、藏經樓組成。清代作過改建，在正殿左側添加禪房一通，後歷經興廢，現僅存正殿一通，左禪房一通，面積530平方公尺。正殿座南向北，建築面積300平方公尺。木結構抬梁式建築，八架椽屋前後櫞袱搭牽四櫞袱，柱頂有砍殺，梁架上現保存有大量彩繪圖案，內容為：喜鵲紋、龍紋、鳳紋、花草紋、幾何紋、卷雲紋等。梁上有墨書題記：“占山者創自唐宋以來，淵源遠矣，明初先輩建立”，保存完整，具有較高的歷史、藝術及科學價值。2010年，占山寺被南充市人民政府公佈為市級文物保護單位。